# 講義

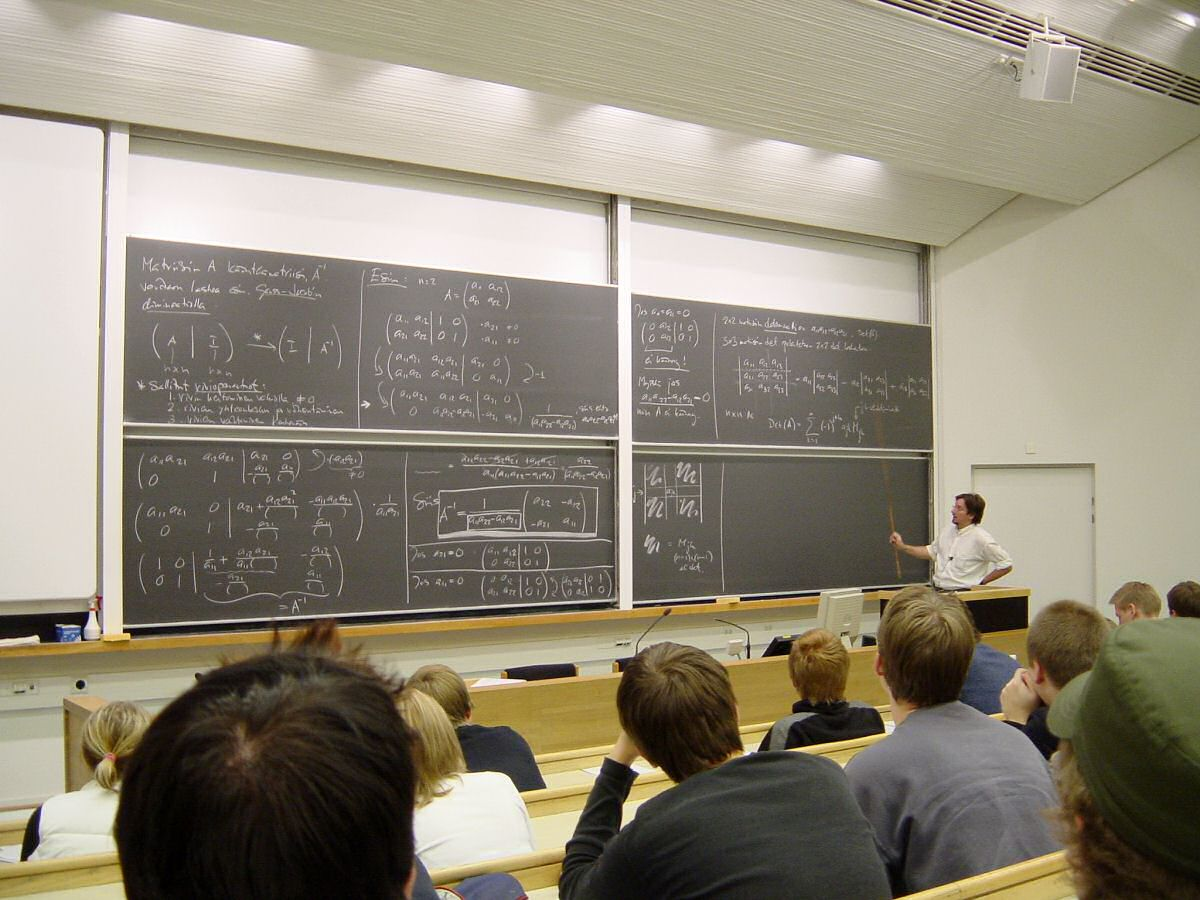
ヘルシンキ工科大学の数学の講義

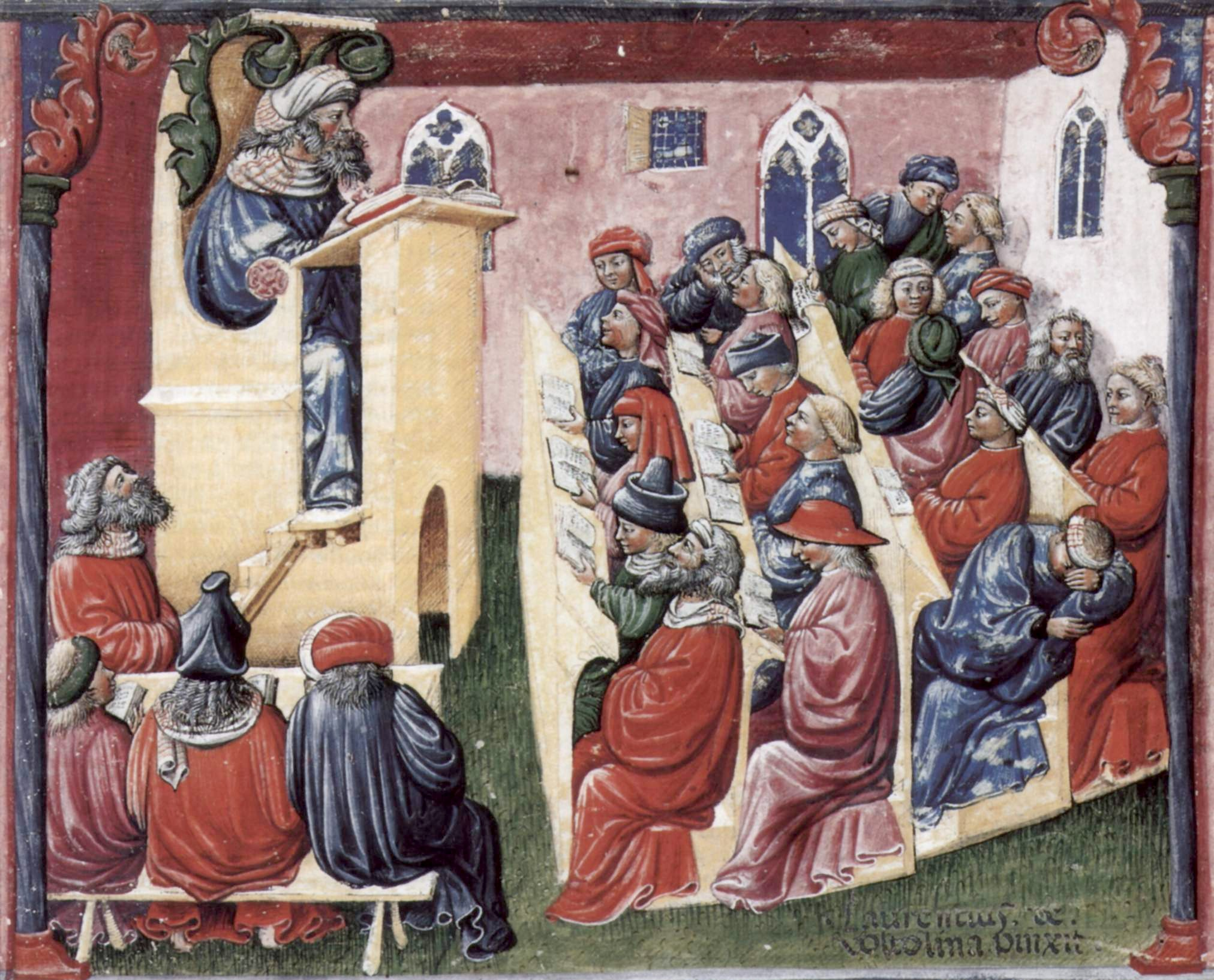

講義（こうぎ、lecture）は、大学などの高等教育機関における授業の一方法である。座学とも呼ばれる。大学設置基準（文部科学省令）では、授業の方法として、講義、演習、実験、実習、実技が定義されている。

## 概要
講義は、教師が自分が作成してきたノートを読み上げるという形で行われることが多い。これはマックス・ウェーバーの『職業としての学問』に典型的に紹介されているように、ドイツ型の講義である。ドイツ語の講義Vorlesungは、「朗読」の意。一人の講師が担当するほか、外部講師による講演会や複数の学内外の講師による講演会もある。英語のlectureの元は、「読む」の意。アメリカの講義は、古典的には、学生に教科書を暗唱させ、正確に暗唱できるかチェックするというものであった。ただし、当たっていない学生は居眠りをする事が多々あるため、lectureは動詞として用いられる時は、「講義する」の他に、「叱る、小言をいう」という意味もある。講義は、一方的なものとなりがちなので、演習、実習などと合わせて、相補的な組み合わせで教育効果を上げるように配慮する。ただし日本では、カリキュラムで組み合わせるのが主であり、一つの授業科目で複数の授業方法を組み合わせる方式(週に講義一コマ演習一コマとするなど)は、まだ普及していない。

## 種類
概論講義
その講義科目の一般的な梗概を語るもの。
特殊講義
学期ごとに講師が特殊なテーマを取り上げて語るもの。
輪講
1つのテーマについて複数の講師がそれぞれ自分の得意の分野からの視点を語るもの。リレー講義とも呼ばれる。